# Restrukturyzacja
Restrukturyzacja (restrukturalizacja) – zmiany w aktywach, pasywach lub organizacji przedsiębiorstwa. Celem restrukturyzacji w ogólnym rozumieniu jest stworzenie warunków do wzrostu wartości przedsiębiorstwa. Pojęcie restrukturyzacji w ujęciu prawnym jest natomiast odmienne. W Polsce od 2016 r. postępowanie restrukturyzacyjne wobec przedsiębiorców reguluje ustawa z dnia 15 maja 2015 r. – Prawo restrukturyzacyjne (Dz.U. z 2024 r. poz. 1428). Jej celem jest uniknięcie ogłoszenia upadłości. Restrukturyzacja odbywa się w ramach jednego z czterech postępowań. Tylko jedno z nich (tj. sanacja) obejmuje faktycznie reorganizację przedsiębiorstwa. Wszystkie pozostałe trzy postępowania restrukturyzacyjne obejmują natomiast wyłącznie restrukturyzację (tj. zmianę struktury) długów, nie zaś samej firmy. 

## Przyczyny restrukturyzacji

### Przykładowe przyczyny wewnętrzne wywołujące potrzebę restrukturyzacji
- wysokie koszty działalności
- zbyt energochłonna produkcja
- zbyt materiałochłonna produkcja
- niska jakość produktów

### Przyczyny zewnętrzne
- wzrost konkurencji
- przeobrażenia polityki gospodarczej
- nieprzewidziane zdarzenia rynkowe np. spadki giełdowe, epidemia

## Typy restrukturyzacji
Wyróżniamy 4 typy restrukturyzacji (nie w rozumieniu prawa restrukturyzacyjnego) 
1. Restrukturyzacja kreatywna: polega na tym, że kreuje się pewne zmiany w czasie, tzn. wprowadza się jakieś określone zmiany w przedsiębiorstwie i efekty tego wprowadzenia widać dopiero po jakimś czasie. Jeśli przedsiębiorstwo chce wprowadzić jakiś nowy produkt na rynek, wtedy go kreuje.
2. Restrukturyzacja antycypacyjna: przewidywania, predykcja. Oparta jest na benchmarkingu. Przedsiębiorstwa często dokonują porównania się z innymi przedsiębiorstwami tego samego typu, aby natychmiast zająć rynek i być najlepszym. Restrukturyzacja ta dotyczy organizacji pracy, zatrudnienia, wyników finansowych, wskazań marketingowych.
3. Restrukturyzacja dostosowawcza: ma pewien charakter naprawczy. Jest inicjowana, gdy przedsiębiorstwo zaczyna osiągać niezadowalające wyniki, tzn. zysk mały bądź ujemny. Restrukturyzacja tego typu polega na natychmiastowej zmianie działalności, funkcjonowania przedsiębiorstwa po to, by ustabilizować przedsiębiorstwo.
4. Restrukturyzacja naprawcza: polega na wprowadzaniu zmian, które mają naprawić przedsiębiorstwo w celu ustabilizowania jego funkcjonowania oraz osiągnięcia dodatniego bilansu. Jest to najtrudniejszy rodzaj restrukturyzacji do przeprowadzenia.

- Do restrukturyzacji naprawczej należy podział zwany strategią naprawczą:
  - strategia zawężania – analizujemy produkcje przedsiębiorstwa, stwierdzamy, że pewne produkty nie przynoszą zysku i wtedy zaprzestajemy ich produkcji.
  - strategia wycofywania się – polega na tym, że analizujemy rynki, na których działamy, gdy okazuje się, że któryś z nich jest nie rentowny, wtedy się z niego wycofujemy.
  - strategia odchudzania – szczegółowo przegląda się aktywa, ze zwróceniem szczególnej uwagi na majątek stały i strategia ta polega na usuwaniu zbędnych przedmiotów z przedsiębiorstwa, np. drukarek, zapasów. Jest to strategia, którą ciężko jest przeprowadzić, gdyż napotyka liczny i silny opór ze strony pracowników czy też otoczenia.
  - strategia okrajania – jedyna realnie spotykana restrukturyzacja i jest ona sumą wszystkich wyżej wymienionych strategii.